# Château Passerin d'Entrèves (Châtillon)
Pour les articles homonymes, voir Château de Châtillon.
Pour le château du même nom à Saint-Christophe, voir Château Passerin d'Entrèves (Saint-Christophe).
Le château Passerin d'Entrèves, également le château de Châtillon, est un château valdôtain situé en position dominante en amont du bourg de Châtillon.
Il a accueilli jusqu'en 1970 les archives de la maison de Challant, transférées ensuite aux Archives historiques régionales d'Aoste.
Il n'est pas ouvert au public et il est habité pendant certaines périodes de l'année.

## Description
Ce château est l'un des plus anciens de la Vallée d'Aoste. Il a été transformé en demeure seigneuriale au XVIIIe siècle. Il présente un complexe compact au plan rectangulaire avec deux tours sur le côté ouest et une tour vers l'est.
Le projet du parc du château a été réalisé au XVIIIe siècle, tandis que l'enceinte remonte au XIXe.
L'étable et la résidence des gardiens remontent également au XIXe siècle. Elles furent bâties par la volonté de Christin Passerin d'Entrèves (1830-1896) où se trouvait autrefois le treuil du pont-levis.

### Les intérieurs
Dans ce château se trouvait autrefois la bibliothèque des archives de la maison de Challant. La salle de la bibliothèque, réalisée à l'époque de Jean de Challant, présente un plafond en bois et des décorations à fresque du XVe siècle qui rappellent celles de la cour du château de Fénis.
Les fresques de la chapelles ont été réalisés en 1502 par la volonté de Philibert de Challant en occasion du baptême de René de Challant. La chapelle sur l'arcade présente le Saint Suaire, voulue par Georges de Challant-Châtillon en 1678, en occasion de sa translation de Chambéry à Turin.

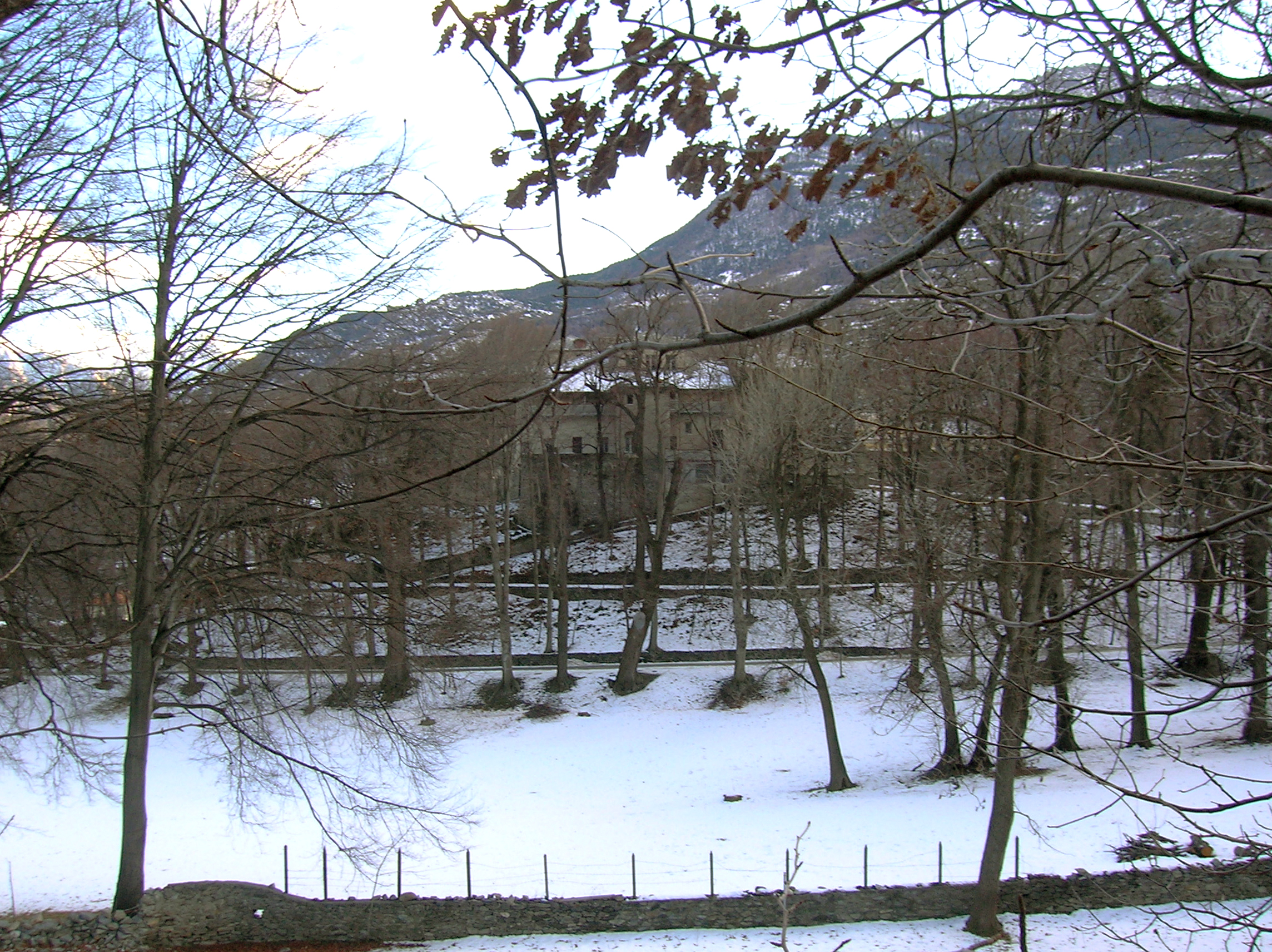
Le parc en hiver. À noter les terrasses d'aménagement du terrain.

L'escalier à rampe double voulu par Paolina Solaro de Govone remonte à 1717.

### Le parc
Le parc s'étend sur trois hectares, dont deux ont été ouverts au public en été à partir de 1996.
Les plantes les plus anciennes remontent au début du XVIIIe siècle, lorsque Paolina Solaro de Govone les planta pour remplacer celles qui avaient été détruites lors des invasions françaises de 1691 et de 1704. D'autres arbres ont été plantés à plusieurs occasions pour des fêtes d'anniversaires de la maison de Challant. Selon la volonté de Claude Passerin d'Entrèves, la propriétaire actuelle, 33 arbres appartenant à 9 espèces différentes ont été déclarés arbres monumentaux.
Le parc conserve en outre, dans la zone privée, le seul jardin à la française présent désormais en Vallée d'Aoste.

## Histoire

### Les origines
À cet endroit à l'époque romaine une forteresse se dressait donnant son nom au bourg même : Châtillon dériverait du toponyme latin Castellio, et à son tour de castrum castellionis. La famille noble qui possédait cette forteresse prit le nom de Castellione. Elle s'est épuisée en 1000, tandis que leur maison forte fut détruite en 1200 par Godefroy de Challant.

### XIIIe–XIVesiècles
Selon l'historien Giuseppe Giacosa, le château fut bâti au XIIIe siècle.
Le fief appartint aux Challant-Châtillon jusqu'à leur extinction entre 1361 et 1364, lorsqu'il retourna sous le contrôle direct des comtes de Savoie. Yblet de Challant l'acheta du Comte vert en 1366. 

### XVe–XVIesiècles
Jean de Challant, fils d'Yblet, reçut en héritage ce château en 1405. Selon Pierre Du Bois et Jean-Baptiste de Tillier, il se chargea de sa reconstruction.
Il devint par la suite l'une des résidences favorites des Challant, en particulier de François de Challant, qui meurt sans héritiers. En dépit de la loi salique, François obtint la permission des comtes de Savoie de transmettre ses propriétés à ses filles ; le château de Châtillon fut confié à sa fille Catherine de Challant, épouse de Pierre Sarriod d'Introd.
Les autres membres de la maison de Challant (tiges de Challant-Aymavilles et de Challant-Fénis) s'adressèrent au duc de Savoie qui révoqua sa décision et confia le fief à Jacques de Challant-Aymavilles. Catherine et Pierre d'Introd furent déclarés rebelles. En 1456 Jacques de Challant prit d'assaut le château de Verrès et le château de Châtillon, où s'était réfugiée Catherine, qui avait fait bâtir une enceinte et creuser un fossé pour mieux résister. En décembre, après la mort de son mari tombé dans une embuscade, Catherine dut se rendre et céda toutes ses propriétés à Jacques.
Louis de Challant, fils de Jacques, entama de nouveaux travaux de reconstruction.

### XVIIIe–XIXesiècles
Au XVIIIe siècle le château fut transformé en demeure seigneuriale.
La troisième reconstruction eut lieu en 1717 par la volonté de Paolina Solaro de Govone, épouse de Georges-François de Challant, qui ont concerné notamment le jardin, le parc et l'avenue d'entrée depuis la rue de Tollein.
Le château subit plusieurs dégâts en 1755 à cause d'un tremblement de terre. En 1769 le comte Charles-François-Octave de Challant dut s'endetter pour permettre les travaux de reconstruction, qui ont modifié sensiblement l'aspect du château. D'autres modification des intérieurs eurent lieu entre 1773 et 1793.
François-Maurice de Challant devint propriétaire du château en 1770, mais il décéda prématurément en 1796 juste après la naissance de son fils, le dernier héritier des Challant, Jules-Yacinthe de Challant, qui mourra encore enfant. Sa mère, Gabrielle Canalis de Cumiana, épousa le colonel Amédée Passerin d'Entrèves en 1814. Dès 1846 le château et les archives des Challant devinrent propriété des Passerin d'Entreves et Courmayeur.

## Curiosité
Le château de Châtillon fut surnommé Château de l'anneau, comme symbole de bonne chance, ce qui d'après la légende expliquerait pourquoi il n'a jamais été impliqué dans des guerres ou des assauts. Outre cela, il est le seul château valdôtain qui n'ait jamais été acheté ou vendu, mais uniquement transmis par voie héréditaire.

## Accès

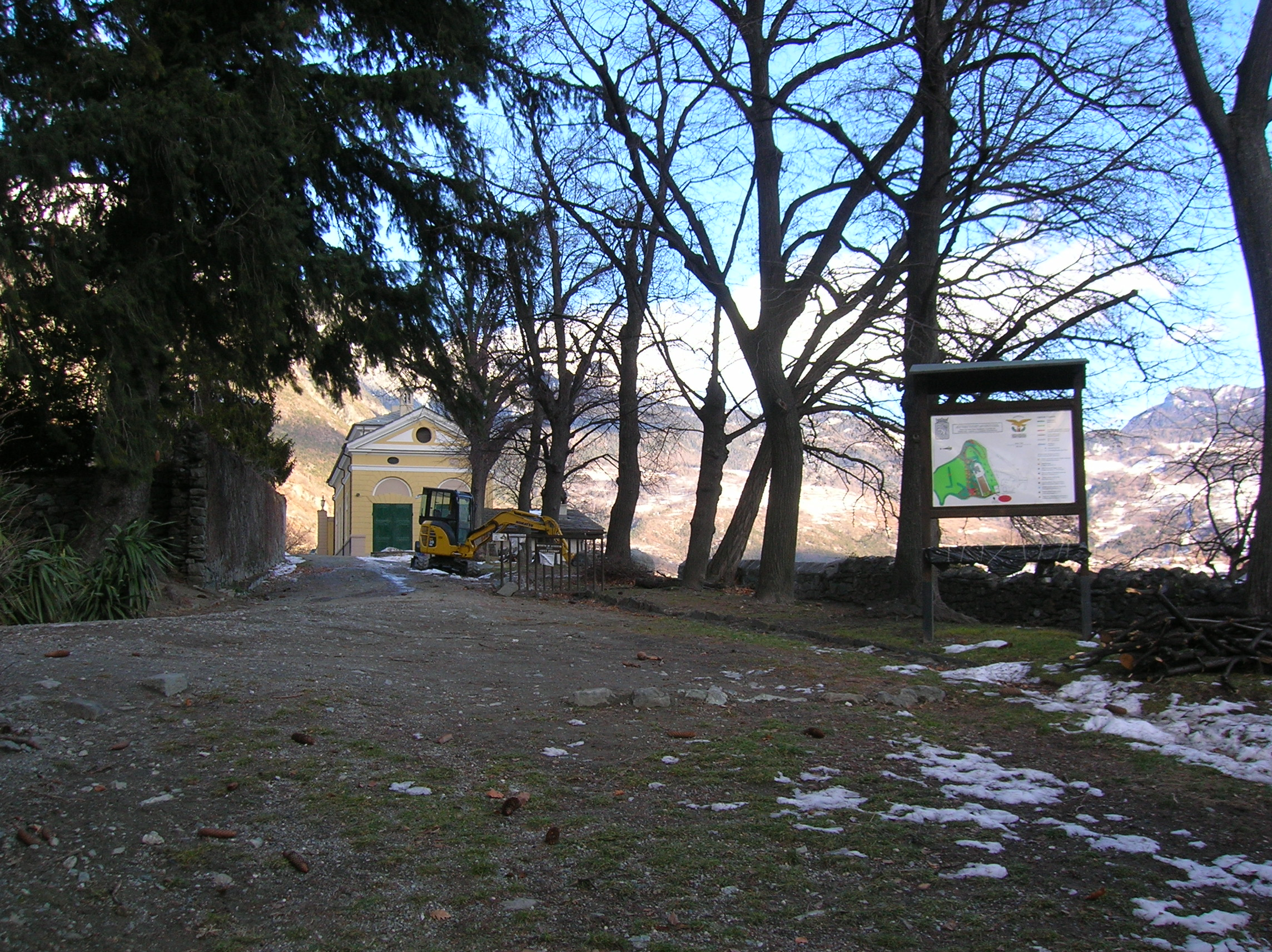
L'accès depuis la rue de l'église Saint-Pierre, en hiver.

Autrefois l'accès au château se faisait uniquement par le chemin muletier qui se départ de la rue de l'église Saint-Pierre, entre l'église paroissiale Saints Pierre et Paul et le pensionnat Gervasone, et qui côtoie le Ruisseau de la bourgade, un canal creusé en 1368 pour porter l'eau du Marmore aux industries locales et au bourg.
L'accès principal aujourd'hui se situe au croisement entre la rue de Tollen et la rue de la Tour de Grange, sur le côté sud. L'accès pour les visiteurs est toujours celui de la rue de l'église Saint-Pierre.